# Óz, a csodák csodája (film)
Az Óz, a csodák csodája (eredeti cím: The Wizard of Oz) 1939-ben bemutatott amerikai musical Victor Fleming, Richard Thorpe és King Vidor  rendezésben, Judy Garland, Ray Bolger, Bert Lahr és Jack Haley főszereplésével. A forgatókönyvet L. Frank Baum azonos című meseregénye alapján Noel Langley, Edgar Allan Woolf és Florence Ryerson írta. Zenéjét Herbert Stothart és Harold Arlen szerezte, a producere Mervyn LeRoy volt, a Metro-Goldwyn-Mayer készítette és forgalmazta. A két Oscar-díjjal jutalmazott film világhírűvé tette az akkor még csak 17 éves Judy Garlandot.
Amerikában 1939. augusztus 25-én, Magyarországon feliratosan 1940. március 21-én, első szinkronnal 1960. december 8-án, majd második szinkronnal 1977. január 13-án mutatták be a mozikban, a harmadik szinkronnal 1992. december 25-én az TV-2-n vetítették le a televízióban, a negyedik szinkronnal viszont 2000-ben adták ki VHS-en.

## Rövid történet
Egy fiatal kislányt és kutyáját egy tornádó felkapja a farmjukról és a varázslatos Óz földjére repíti, ahol három új barátjával együtt elindulnak, hogy megkeressék a varázslót, aki teljesítheti különös barátai kívánságát, és visszaviheti őt az otthonába.

## Cselekmény
Dorothyt egy forgószél Óz birodalmába repíti, ahol Glinda, a Jó Boszorkány adja tudtára, hogy elpusztította a Gonosz Keleti Boszorkányt. Dorothy a Jó Boszorkánytól megkapja a Gonosz Boszorkány Piros Cipellőjét, ám a Nyugati Boszorkány (A Keleti Boszorkány húga) megharagszik a lányra, s meg akarja szerezni tőle a varázscipőket. A Sárgaköves Úton Dorothy elindul Smaragdvárosba, hogy Óz, a nagy varázsló hazarepítse a fekete-fehér Kansasba. Útközben találkozik a Madárijesztővel, a Bádogemberrel és a Gyáva Oroszlánnal, akiknek ész, szív és bátorság kell. Ők is Dorothyval mennek. Útközben a Nyugati Boszorkány elrabolja a lányt, de ő a barátai segítségével legyőzi a gonosz boszorkányt, aki elolvad. A nagy Ózról pedig kiderül, hogy csak egy közönséges szélhámos, de Glinda segítségével mindenki megkapja, amit akar, Dorothy pedig végre hazajut, azaz felébred.

## Szereplők
| Szerep                                                                 | Színész           | Magyar hang                      | Magyar hang                      | Magyar hang                     | Magyar hang                         |
| Szerep                                                                 | Színész           | 1. magyar változat (MOKÉP, 1960) | 2. magyar változat (MOKÉP, 1976) | 3. magyar változat (MTV2, 1992) | 4. magyar változat (InterCom, 2000) |
| ---------------------------------------------------------------------- | ----------------- | -------------------------------- | -------------------------------- | ------------------------------- | ----------------------------------- |
| Dorothy Gale                                                           | Judy Garland      | Váradi Hédi                      | Kútvölgyi Erzsébet               | Szinetár Dóra                   | Huszárik Kata                       |
| Toto, Dorothy kutyája                                                  | Terry             | saját szerepében                 | saját szerepében                 | saját szerepében                | saját szerepében                    |
| Óz / Kocsis / Smaragdváros kapuőre / Marvel professzor                 | Frank Morgan      | ifj. Latabár Árpád               | Csákányi László                  | Tordy Géza                      | Makay Sándor                        |
| Hunk Andrews / A madárijesztő                                          | Ray Bolger        | Rátonyi Róbert                   | Szatmári István                  | Rátóti Zoltán                   | Kaszás Attila                       |
| Hickory Twicker / A bádogember                                         | Jack Haley        | Gábor Miklós                     | Sztankay István                  | Harsányi Gábor                  | Csuja Imre                          |
| Zeke / A gyáva oroszlán                                                | Bert Lahr         | Márkus László                    | Márkus László                    | Haumann Péter                   | Reviczky Gábor                      |
| Henry bácsi                                                            | Charley Garapewin | Kőmíves Sándor                   | Gyenge Árpád                     | Csákányi László                 | Kun Vilmos                          |
| Emily 'Em' néni                                                        | Clara Blandick    | Gobbi Hilda                      | Náray Teri                       | Tolnay Klári                    | Bókai Mária                         |
| Miss Almira Glunch / a gonosz nyugati Boszorkány / a keleti Boszorkány | Margaret Hamilton | Vay Ilus                         | Vay Ilus                         | Kiss Mari                       | Olsavszky Éva                       |
| Glinda, az északi jó boszorkány                                        | Billie Burke      | Kiss Manyi                       | Tábori Nóra                      | Hámori Ildikó                   | Bencze Ilona                        |
| További szereplők                                                      | További szereplők | N/A                              | N/A                              | Buss Gyula Verebély Iván        | N/A                                 |

## A varázsló neve
A magyar változattal szemben mind az eredeti nyelvű filmben, mind a könyvben, Ózt általában a Varázslóként emlegetik. A film eredeti címének („The Wizard of Oz") tükörfordítása is (Óz varázslója / Az ózi Varázsló) ezt mutatja. Az, hogy miért ez a neve, csak a második Óz-könyvben, az 1904-ben megjelent The Marvelous Land of Oz-ból (magyar: Óz csodálatos földje) derül ki, hogy a Varázsló eredeti neve Oscar Zoroaster Phadrig Isaac Norman Henkel Emmannuel Ambroise Diggs (monogramja O.Z.P.I.N.H.E.A.D.). Ám mivel ez tartalmazza a „pinhead” (magyar: gombostűfej, 'tökfej') szót, szimplán „Oz”-ra rövidítette.
Az eredeti mű közgazdasági vonatkozású meseként született, az Egyesült Államokban ekkor folyt a vita az arany alapú fizetőeszköz hitelpénzre cseréléséről. (A rendelkezésre álló arany mennyisége ekkor már nem volt képes fedezni a gazdaság csereeszközének mennyiségét.)
Óz nem más, mint az uncia (oz), mint súlymérték. A sárgatéglás út pedig azok az aranyrudak (téglák), amiknek az erőltetése már nem vezet sehová, csak egy látszatvilágba, ahol egy hatalom nélküli "varázsló" él, aki elárulja magáról, hogy semmit sem tud. Azok, akik hozzá fordultak, mindennel rendelkeznek, amire szükségük van, hisz a kalandok során bebizonyították, hogy van szívük, bátorságuk és eszük (áru- és/vagy szolgáltatásfedezet, ami a gazdaság teljesítményéből ered).

## Fontosabb díjak és jelölések
Oscar-díj (1940)
- díj: legjobb eredeti filmzene - Herbert Stothart
- díj: legjobb eredeti filmdal (Somewhere Over The Rainbow) - Harold Arlen, E.Y. Harburg
- jelölés: legjobb film - Mervyn LeRoy
- jelölés: legjobb operatőr - Harold Rosson

Cannes-i fesztivál (1939)
- jelölés: Arany Pálma - Victor Fleming

## Televíziós megjelenés
- 3. magyar változat: TV-2, Duna TV, TV2, Super TV2, PRIME, Mozi+